# Плешив ибис
Плешив ибис (Geronticus eremita) е вид птица от семейство Ибисови (Threskiornithidae). Видът е критично застрашен от изчезване.

## Разпространение и местообитание
Разпространен е в Алжир, Еритрея, Йемен, Йордания, Мароко, Саудитска Арабия и Сирия.През зимата на 2019 г. един млад екземпляр е бил намерен в безпомощно състояние в гр. Карлово. Птицата е била част от ято освободени отглеждани на затворено птици в рамките на природозащитен проект на Австрия, Германия и Италия. След няколко дни птицата умряла от изтощителния си прелет и постъпила в колекциите на Националния природонаучен музей при БАН. В далечното минало обаче, плешиви ибиси несъмнено са обитавали страната. В ранния плейстоцен отпреди 1,85 млн. г. в България (кариерата „Козяка“ край гр. Сливница са намерени останки от изчезналия родствен вид балкански плешив ибис (Geronticus balcanicus).
През 2019 г. в България (гр. Карлово) е намерен жив един млад индивид, който след няколко дни от изтощение и ниските температури е загинал. Птицата е била част от проект за развъждането и реинтродуцирането на вида в страни от Централна Европа. 